# 북마리아나 대학
북마리아나 대학(Northern Marianas College)은 북마리아나 제도의 미국령 마리아나 제도에 위치한 2년제 대학이다. 1981년에 개교하였으며 현재 사이판, 티니안, 로타 등에 캠퍼스가 있고 지역의 유일한 공립 대학이다.

## 개요
북마리아나 대학은 미국 서부 지역 대학 인증기구 (WACS) 인증을 받았다.

## 설치학과
북마리아나 대학에서 학위 및 자격증을 수여하는 7개의 학과가 운영중이다.
- 경영학과
- 체육학과
- 인류학과
- 간호학과
- 사회과학과
- 수리 · 직업 교육학과
- 교원 양성 과정 (4년제)

## 학위 교육
- 교원 양성 과정에 4년 이상 재학하고 소정의 학점을 취득하면 학사 학위가 수여된다.
- 전과목 이수생으로 재학 한 자에게는 학위가 수여되고, 괌 대학과 하와이 대학 등에 편입학할 수 있는 자격이 주어진다.
- 유학생을 적극적으로 받아들이고 있어 영어를 제2언어로 배울 수 있다.